# Symphony of the Seas
O Symphony of the Seas é um navio de passageiros operado pela Royal Caribbean International, sendo atualmente um dos maiores navios de passageiros do mundo. Construído pelo estaleiro de Chantiers de l'Atlantique, é o quarto navio da Classe Oasis, depois do Oasis of the Seas, do Allure of the Seas e do Harmony of the Seas. Possui 228 021 mil toneladas.
As instalações incluem um parque aquático infantil, uma quadra de basquete de tamanho normal, uma pista de patinação no gelo e duas paredes de escalada com uma altura de treze metros.

## Histórico
- Em 29 de outubro de 2015, a quilha foi colocada.
- Em 9 de junho de 2017, ela foi posta a flutuar na água.[8]
- Entre 15 e 18 de fevereiro de 2018, foram realizados testes no mar.[9]
- Em 23 de março de 2018, o navio foi formalmente entregue à Royal Caribbean.
- Seu primeiro cruzeiro de passageiros foi em 31 de março, e sua viagem inaugural oficial partiu no dia 7 de abril.[10]